# Banksula melones
Banksula melones là một loài con chôm chôm trong họ Phalangodidae. Nó là loài đặc hữu các hang động dọc theo sông Stanislaus của California, USA.
Loài này có thân dài chỉ hơn 2 mm, chỉ sống trong hang động. Thân chúng có màu cam hơn vàng với phần phụ màu từ trắng đến trắng hơi vàng. Nó ở trong cùng hang động với loài Banksula grahami, mà loài này hơi nhỏ hơn và không có mắt phát triển tốt.

## Bảo tồn
Trong cuối những năm 1970, các hang động của khu vực bị đe dọa bởi việc xây dựng đập Melones New. "B. melones, B. grahami "và khoảng 30 loài sinh sống trong hang động khác đã được di chuyển khỏi hang McLean vào một hầm mỏ bỏ hoang, nơi mà các" Banksula "loài đã sinh sản tốt lần đầu tiên. Tuy nhiên, mười năm sau đó, không có B. grahami đã được tìm thấy, trong khi hơn 50 cá nhân B. "melones tính. Một lần nữa mười năm sau, vào năm 1996, chỉ có sáu cá nhân được để lại. Tuy nhiên, các loài được kể từ khi được tìm thấy trong một số hang động gần đó.